# Dacnusa longiradialis
Dacnusa longiradialis är en stekelart som beskrevs av Nixon 1937. Dacnusa longiradialis ingår i släktet Dacnusa och familjen bracksteklar. Arten är reproducerande i Sverige. Inga underarter finns listade i Catalogue of Life.